# AC Juvenes/Dogana
AC Juvenes/Dogana (Associazione Calcio Juvenes/Dogana) je sanmarinský fotbalový klub z obce Dogana. Vznikl v roce 2000 sloučením klubů SS Juvenes a GS Dogana. V logu klubu je fotbalový míč.

## Úspěchy
- Coppa Titano (sanmarinský fotbalový pohár) – 9× vítěz[1]
  - SS Juvenes 5× (1965, 1968, 1976, 1978, 1984)
  - GS Dogana 2× (1977, 1979)
  - AC Juvenes/Dogana 2× (2009, 2011)